# Colonne de Santa Felicita
La Colonne de Santa Felicita est une colonne commémorative comportant un chapiteau corinthien, située face à l'église de Santa Felicita à Florence. 

## Histoire
La colonne a été érigée pour célébrer les victoires ou les Croisades, dirigées par le moine Dominicain Pierre de Vérone contre l'hérésie Cathare dans le Nord de l'Italie. En 1484, la capitale avait une statue en terre cuite (Pierre de Vérone priant). La colonne a été financée par Amerigo De Rossi, dont l'ancêtre était un adepte du prédicateur Dominicain. Il est certain que la colonne a été érigée plus tôt sur le site d'anciennes tombes paléochrétiennes, et était surmontée par des croix. 

La statue Saint Pierre de Vérone est tombée en 1723, mais a été remplacée par une statue de marbre, elle-même retirée au XIXe siècle. La colonne fut brisée en août 1944 lorsque les Allemands, détruisant les ponts de la rivière Arno, ont miné l'accès au Ponte Vecchio. La colonne fut ensuite patiemment reconstruite sur son site originel, bien que "recollée" à l'aide d'anneaux en métal et dépouillée de tous ses emblèmes antérieurs.

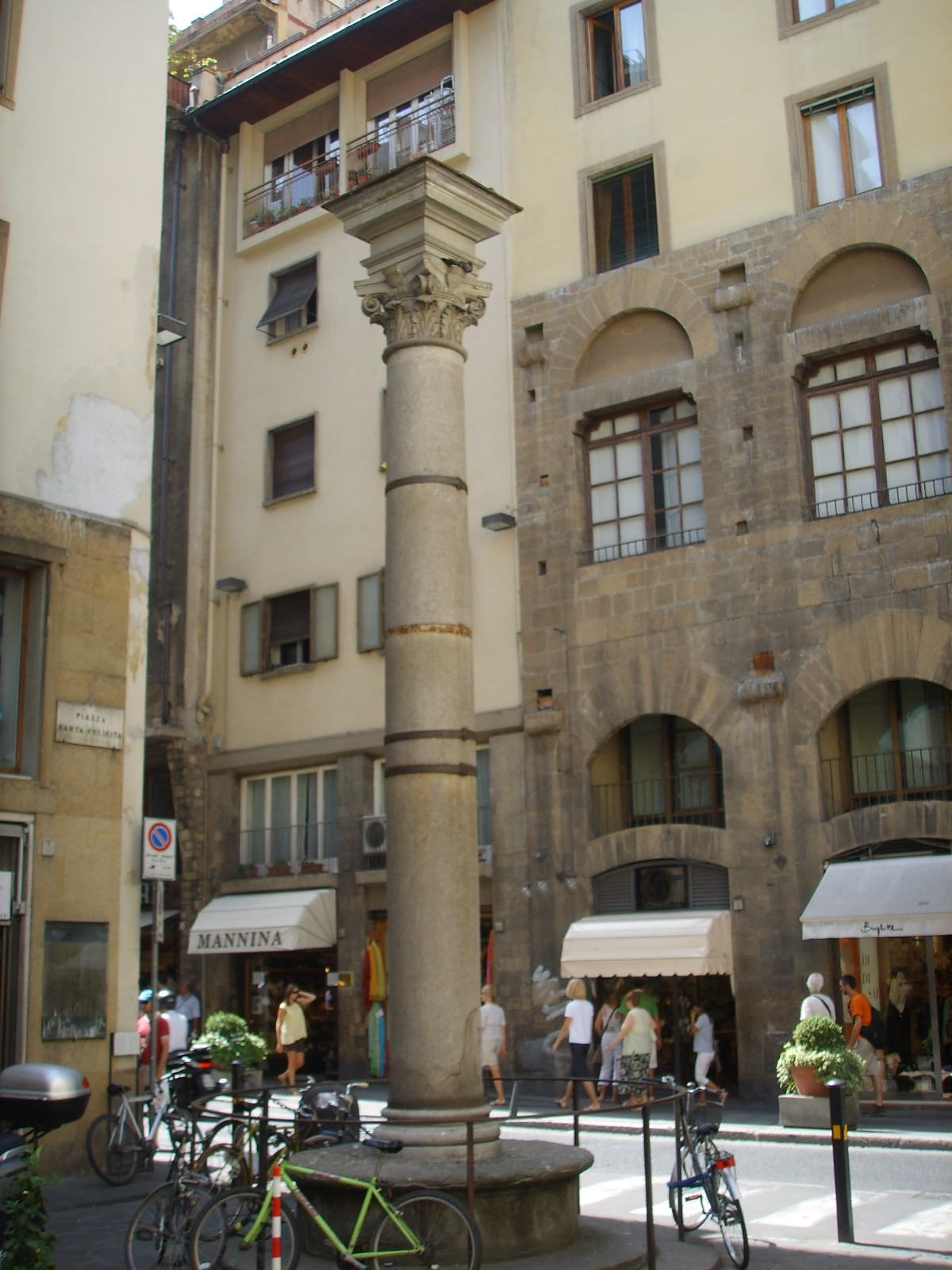
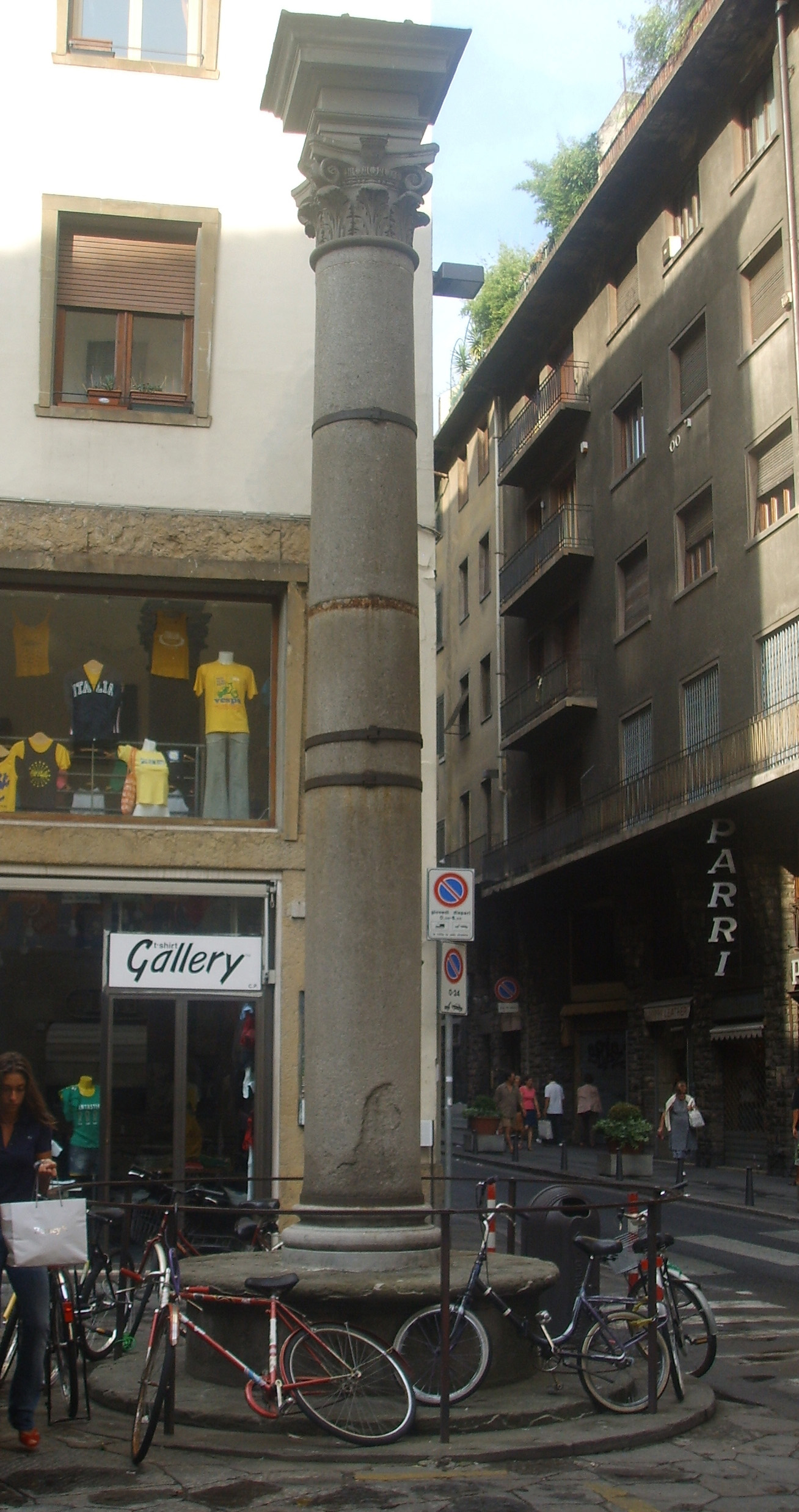